# Tournoi de tennis de Binghamton
Le Levene Gouldin & Thompson Tennis Challenger est un tournoi international de tennis masculin du circuit professionnel ATP Challenger. Il a lieu tous les ans au mois de juillet à Binghamton, aux États-Unis. Depuis 1994, il se joue sur dur en extérieur et il fait partie du USTA Pro Circuit Wild Card Challenge qui permet de déterminer quel joueur américain obtient l'invitation pour disputer l'US Open.

## Palmarès messieurs

### Simple
| Année | Vainqueur         | Finaliste        | Score          |
| ----- | ----------------- | ---------------- | -------------- |
| 1994  | Leander Paes      | David Witt       | 6-4, 6-2       |
| 1995  |                   |                  |                |
| 1996  |                   |                  |                |
| 1997  |                   |                  |                |
| 1998  |                   |                  |                |
| 1999  |                   |                  |                |
| 2000  |                   |                  |                |
| 2001  |                   |                  |                |
| 2002  |                   |                  |                |
| 2003  |                   |                  |                |
| 2004  | Noam Okun         | Danai Udomchoke  | 6-3, 4-6, 6-1  |
| 2005  | Andy Murray       | Alejandro Falla  | 7-63, 6-3      |
| 2006  | Scott Oudsema     | Lukáš Lacko      | 7-65, 6-2      |
| 2007  | Thomas Johansson  | Dušan Vemić      | 6-4, 7-65      |
| 2008  | Paul Capdeville   | Rajeev Ram       | 4-6, 6-3, 6-1  |
| 2009  | Paul Capdeville   | Kevin Anderson   | 7-67, 7-611    |
| 2010  | Kei Nishikori     | Robert Kendrick  | 6-3, 7-64      |
| 2011  | Paul Capdeville   | Wayne Odesnik    | 7-64, 6-3      |
| 2012  | Michael Yani      | Fritz Wolmarans  | 6-4, 7-611     |
| 2013  | Alex Kuznetsov    | Bradley Klahn    | 6-4, 3-6, 6-3  |
| 2014  | Serhiy Stakhovsky | Wayne Odesnik    | 6-4, 7-69      |
| 2015  | Kyle Edmund       | Bjorn Fratangelo | 6-2, 6-3       |
| 2016  | Darian King       | Mitchell Krueger | 6-2, 6-3       |
| 2017  | Cameron Norrie    | Jordan Thompson  | 6-4, 0-6, 6-4  |
| 2018  | Jay Clarke        | Jordan Thompson  | 6-7, 7-65, 6-4 |
| 2019  | Yuichi Sugita     | João Menezes     | 7-62, 1-6, 6-2 |

### Double
| Année | Vainqueurs                          | Finalistes                     | Score            |
| ----- | ----------------------------------- | ------------------------------ | ---------------- |
| 1994  | David DiLucia Chris Woodruff        | Neville Godwin Scott Sigerseth | 4-6, 6-4, 6-3    |
| 1995  |                                     |                                |                  |
| 1996  |                                     |                                |                  |
| 1997  |                                     |                                |                  |
| 1998  |                                     |                                |                  |
| 1999  |                                     |                                |                  |
| 2000  |                                     |                                |                  |
| 2001  |                                     |                                |                  |
| 2002  |                                     |                                |                  |
| 2003  |                                     |                                |                  |
| 2004  |                                     |                                |                  |
| 2005  |                                     |                                |                  |
| 2006  |                                     |                                |                  |
| 2007  |                                     |                                |                  |
| 2008  |                                     |                                |                  |
| 2009  |                                     |                                |                  |
| 2010  |                                     |                                |                  |
| 2011  |                                     |                                |                  |
| 2012  |                                     |                                |                  |
| 2013  |                                     |                                |                  |
| 2014  |                                     |                                |                  |
| 2015  |                                     |                                |                  |
| 2016  | Matt Reid John-Patrick Smith        | Liam Broady Guilherme Clezar   | 6-4, 6-2         |
| 2017  | Denis Kudla Daniel Nguyen           | Jarryd Chaplin Luke Saville    | 6-3, 7-65        |
| 2018  | Gerard Granollers Marcel Granollers | Alejandro Gómez Caio Silva     | 7-62, 6-4        |
| 2019  | Max Purcell Luke Saville            | Juan Cruz Aragone Alex Lawson  | 6-4, 4-6, [10-5] |